# Корома, Сори Ибрагим
Сори Ибрагим Корома (18 марта 1930, Порт-Локо, округ Порт-Локо, Британская Сьерра-Леоне — 30 апреля 1994, Фритаун, Сьерра-Леоне) — бывший сьерра-леонский политический деятель, 1-й Вице-президент Республики Сьерра-Леоне, один из основателей партии Всенародный конгресс.
Являлся одним из приближённых друзей президента Сиака Стивенса и был его доверенным политическим советником в государственных делах.

## Детство
Сори Ибрагим Корома родился в Порт-Локо. Он был одним из 13 членов Всенародного конгресса после того, как он был сформирован 20 марта 1960 года. Отец мальчика был членом мандинго — этнической группы гвинейцев, и умер, когда Корома был совсем маленьким. После смерти отца мать вышла замуж за вождя темне, который был племянником Аликали Мела (который в то время был верховным вождем округа Порт-Локо).
Несмотря на то, что Корома вырос среди народа темне, он никогда не забывал о наследии своего народа, и также свободно говорил на языке мандинго.

## Образование
Корома получил начальное образование в Государственной образцовой начальной школе в Фритауне и получил среднее образование в школе Бо в Бо. Во время учёбы Коромы эта школа была исключительно для лиц, относящимся к правящим семьям в провинции.
После получения среднего образования Сори Ибрагим Корома, который решил добиться успеха в жизни, устроился на работу в Департамент правительственной кооперации Сьерра-Леоне, где проработал с 1951 по 1958 год и в это время прошел курс обучения в Кооперативном колледже, Ибадан, Нигерия. После прохождения курса Корома уволился с государственной службы, чтобы начать собственное дело. Он начал работу в транспортном бизнесе и за короткое время стал генеральным секретарем Союза автомобильного транспорта Сьерра-Леоне.

## Формирование Всенародного конгресса и парламента
В 1960 году Корома стал членом Всенародного конгресса (АРС), который позже станет одной из ведущих политических партий в стране. В 1962 году Корома был избран членом парламента в парламент Сьерра-Леоне.

## Должности в кабмине

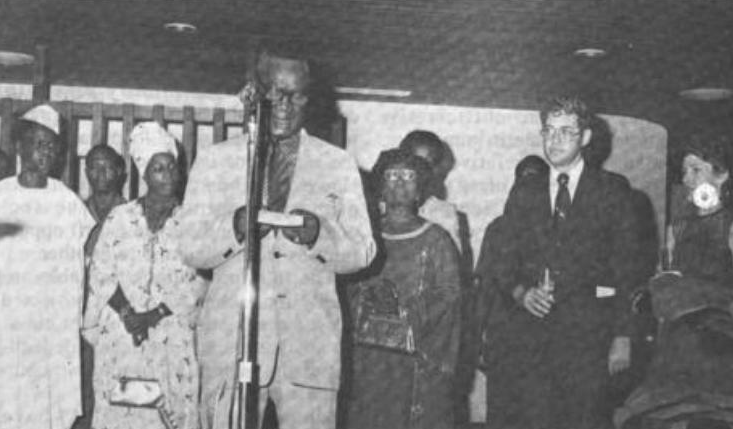
Корома и его жена (крайние слева) на приеме с речью президента Сиаки Стивенс, 1976 год.

После государственного переворота 1967 года Корома стал министром торговли и промышленности Сьерра-Леоне. С 1968 по 1985 год Сори Ибрагим Корома в разное время выполнял функции министра сельского хозяйства и природных ресурсов (1969—1971), вице-президента (1971—1985) и премьер-министра (1971—1975), министра финансов (1975—1978). Он продолжал занимать эту должность до 1978 года, когда его назначили первым вице-президентом после того, как Всенародный конгресс объявил себя единственной законной партией. Корома был первым вице-президентом, пока не ушел в отставку, чтобы более заботиться о своей плантации пальмового масла в Порт-Локо.